# Vaugneray
Vaugneray es una comuna francesa situada en el departamento de Ródano, de la región de Auvernia-Ródano-Alpes.

## Historia
Fue creada el 1 de enero de 2015, como una comuna nueva, en aplicación de una resolución del prefecto de Ródano del 9 de octubre de 2014 con la unión de las comunas de Saint-Laurent-de-Vaux y Vaugneray, pasando a estar el ayuntamiento en la antigua comuna de Vaugneray.

## Demografía
| Gráfica de evolución demográfica de Vaugneray entre 1800 y 2014 |
|                                                                 |

Los datos entre 1800 y 2014 son el resultado de sumar los parciales de las dos comunas que forman la nueva comuna de Vaugneray, cuyos datos se han cogido de 1800 a 1999, para las comunas de Saint-Laurent-de-Vaux y Vaugneray de la página francesa EHESS/Cassini. Los demás datos se han cogido de la página del INSEE.

## Composición
| Comuna delegada       | Código INSEE | Población (2014) | Superficie (km²) | Densidad (hab./km²) |
| --------------------- | ------------ | ---------------- | ---------------- | ------------------- |
| Saint-Laurent-de-Vaux | 69221        | 270              | 2.64             | 102                 |
| Vaugneray             | 69255        | 5333             | 22.38            | 233                 |